# 타오란
타오란(陶然, 1943년 ~ )은 홍콩의 작가이다. 본명은 투나이셴(涂乃賢)이고 본적은 중국 광둥성(廣東省) 쟈오링셴(蕉岭縣)이다.
홍콩의 남래작가(南来作家)로 분류된다. 인도네시아 화교 신분으로 중국 베이징에서 유학한 후 홍콩으로 이주하였다.

## 생애
1943년 인도네시아 반둥에서 태어났다. 그는 16세에 인도네시아 반둥 지역에서 중국 베이징으로 유학을 가게 되었고 1960년대 초반에 베이징 사범대학 중문과에 입학하게 된다. 그 당시 중국은 문화대혁명 시기로 정치·사회적으로 혼란한 때였다. 당시 타오란은 화교 신분이었고 스스로 이런 정치적 동란에 참여할 자격이 없다고 생각했다. 그는 행동하는 것보다 조용히 있는 것이 더 낫다는 생각으로 당시 소일파(逍遙派)의 한 사람으로 지내게 되었다. 그 기간 동안 그는 저명한 문학작품을 읽는 데 많은 시간을 할애했다. 특히 그는 루쉰의 작품과 프로스페르 메르메의 ≪카르멘≫, 빅토르 위고의 ≪레 미제라블≫, 오노레 드 발자크의 인간희극 총서 작품을 무척 좋아했고, 스탕달, 잭 런던, 헤밍웨이의 작품도 즐겨 읽었다. 그의 이러한 문학작품에 대한 경험은 그의 작품 창작에도 많은 영향을 주고 있다.
1973년 그가 베이징을 떠나 홍콩을 경유해 인도네시아로 가던 중 중국 이민 회유 금지령이 내려졌고 이에 그는 홍콩에 머무를 수밖에 없는 처지에 놓이게 된다. 그에게 그것이 인연인지 숙명인지 알 수 없었다. 하지만 그는 그해, 선택의 여지가 없었지만 자신의 결정에 대해서 전혀 후회하지 않는다고 말했다. 이러한 그의 인생 편력은 그의 작품에 고스란히 형상화해 나타나고 있다. 홍콩에 정착한 다음 해인 1974년, 그는 처음으로 홍콩의 ≪주말 신문(周末報)≫에 단편소설 ≪겨울밤(冬夜)≫를 발표하고 동시에 홍콩 작가로서 작품 활동을 시작하게 된다. 타오란은 홍콩에 거주하면서 자신의 출생지 인도네시아와 자신의 문학적 기반을 마련해 준 베이징을 서로 스치면서 사유하고 소통하는 작가다. 이러한 이유로 그의 작품의 배경은 주로 인도네시아, 베이징 그리고 홍콩이지만 이 세 지역 중에서도 단연 홍콩이 작품 배경으로 가장 많이 등장한다. 현재 그는 월간 잡지 ≪홍콩문학(香港文學)≫의 편집장과 일간지 ≪중국 여행(中國旅游)≫ 부편집장을 역임하고 있다.
타오란은 1974년 소설 ≪겨울밤(冬夜)≫과 산문 ≪눈(雪)≫으로 작품 활동을 시작했고 현재까지 약 사십 년간 작품 창작을 계속해 오고 있다. 주요 소설 산문집으로는 ≪강자의 힘(强者的力量)≫, ≪홍콩 내외(香港内外)≫, 장편소설 ≪추적(追尋)≫, ≪너와의 동행(與你同行)≫, ≪같은 하늘(一样的天空)≫, 중편소설 ＜양팔 저울(天平)＞, ＜마음의 일렁임(心潮)＞, 중단편소설집 ≪회전무대(旋轉舞臺)≫, ≪크리스마스이브(平安夜)≫, ≪밀월(蜜月)≫, ≪미인(紅顔)≫, 단편소설집 ≪엿봄(窺)≫, 산문집 ≪메아리(回音壁)≫, ≪기다림(此情可待)≫, ≪실루엣(側影)≫, ≪달 밝은 오늘 밤(月圓今宵)≫, 산문 시집 ≪야상곡(夜曲)≫, ≪황혼 전차(黄昏電車)≫ 등이 있다.